# Croton kerrii
Espèce
Croton kerrii est une espèce de plantes à fleurs du genre Croton et de la famille des Euphorbiaceae, présente en Thaïlande.